# Julija Iwanowna Basanowa

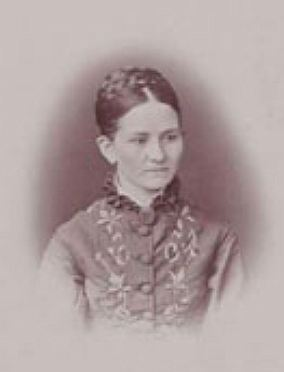
Базанова Юлия Ивановна+

Julija Iwanowna Basanowa, född 1852, död 1924, var en rysk affärsidkare.  Hon ärvde 1892 ett av Rysslands största guldgruveindustrier i Sibirien efter sin make. Hon bedrev en extensiv filantropisk verksamhet i Irkutsk, och belönades offentligt av tsaren för sina insatser. 